# Мухоловка сумбійська
Мухоло́вка сумбійська (Muscicapa segregata) — вид горобцеподібних птахів родини мухоловкових (Muscicapidae). Ендемік Індонезії.

## Поширення і екологія
Сумбійські мухоловки є ендеміками острова Сумба в архіпелазі Малих Зондських островів. Вони живуть у вологих рівнинних тропічних лісах, на узліссях та у вторинних заростях. Зустрічаються поодинці, на висоті до 500 м над рівнем моря. Живляться комахами.

## Збереження
МСОП класифікує стан збереження цього виду як близький до загрозливого. Сумбійським мухоловкам загрожує знищення природного середовища.